# Episodi di Warrior (seconda stagione)
La seconda stagione della serie televisiva Warrior, composta da 10 episodi, è stata trasmessa in prima visione assoluta sul canale statunitense via cavo Cinemax dal 2 ottobre al 4 dicembre 2020.
In Italia, la stagione è andata in onda in prima visione assoluta sul canale satellitare Sky Atlantic dal 30 marzo al 27 aprile 2021. In chiaro la stagione è  trasmessa in prima visione su Rai 4 dall'11 febbraio 2022.
| nº | Titolo originale                                     | Titolo italiano                                    | Prima TV USA     | Prima TV Italia |
| -- | ---------------------------------------------------- | -------------------------------------------------- | ---------------- | --------------- |
| 1  | Learn to Endure, or Hire a Bodyguard                 | Impara a resistere, o prendi una guardia del corpo | 2 ottobre 2020   | 30 marzo 2021   |
| 2  | The Chinese Connection                               | Chinese Connection                                 | 9 ottobre 2020   | 30 marzo 2021   |
| 3  | Not How We Do Business                               | Non è il nostro modo di fare affari                | 16 ottobre 2020  | 6 aprile 2021   |
| 4  | If You Don't See Blood, You Didn't Come to Play      | Se non vedi il sangue, non stai giocando           | 23 ottobre 2020  | 6 aprile 2021   |
| 5  | Not for a Drink, a F*ck, or a G**damn Prayer         | Nè per bere o fottere, o per una dannata preghiera | 30 ottobre 2020  | 13 aprile 2021  |
| 6  | To a Man with a Hammer, Everything Looks Like a Nail | Ad un uomo col martello ogni cosa sembra un chiodo | 6 novembre 2020  | 13 aprile 2021  |
| 7  | If You Wait By The River Long Enough                 | Se aspetti abbastanza a lungo sulla riva del fiume | 13 novembre 2020 | 20 aprile 2021  |
| 8  | All Enemies, Foreign and Domestic                    | Tutti i nemici, esterni o interni                  | 20 novembre 2020 | 20 aprile 2021  |
| 9  | Enter the Dragon                                     | Enter the Dragon                                   | 27 novembre 2020 | 27 aprile 2021  |
| 10 | Man on the Wall                                      | L'uomo sul muro                                    | 4 dicembre 2020  | 27 aprile 2021  |

## Impara a resistere, o prendi una guardia del corpo
- Titolo originale: Learn to Endure, or Hire a Bodyguard
- Diretto da: Jonathan Tropper
- Scritto da: Jonathan Tropper

### Trama
Per affinare meglio la sua tecnica sulle arti marziali, dopo la sconfitta patita per mano di Li Yong, Ah Sahm intraprende una serie di incontri clandestini al Barbary Coast, gestito dalla donna d'affari messicana Rosalita Vega. Ancora oberato dai debiti di gioco, Bill O'Hara è obbligato a saldarli lavorando in segreto per il clan Fung Hai. Il sindaco Blake e l'industriale Marryweather pressano Penny a vendere la compagnia di suo padre. Nel clan Hop Wei emergono contrasti tra Young Jun e suo padre per l'espansione del clan nemico Long Zi. Il giovane preme per attaccarli per evitare che questi continuino a espandersi per i loro territori, ma suo padre lo cautela che lo faranno solo quando l'accordo tra i Long Zi e il Fung Hai imploderà. Secondo Father Jun infatti quest'ultimo farà saltare l'alleanza con Mai Ling per appropriarsi delle sue zone. Al cimitero Dylan Leary riceve la visita di Sophie, sorella minore di Penny mentre è in visita per omaggiare sua moglie e i suoi figli, morti di vaiolo otto anni prima di arrivare a San Francisco. Poi si rifornisce di dinamite per attaccare la fabbrica della stessa Penny, rea di aver scelto operai cinesi a basso costo per la realizzazione della ferrovia anziché i suoi uomini. Ah Sahm, Ah Toy e Lai assaltano un gruppo di uomini rei di aver assassinato un emigrante cinese. Il capo della polizia Flanaghan sprona Lee e Bill a indagare e iniziano chiedendo informazioni a Wuang Chao. Questi però nega di essere a conoscenza dello sterminio e del misterioso spadaccino cinese cui da tempo i due poliziotti sono sulle tracce.
- Ascolti Italia (in chiaro): telespettatori 179 000 - share 0,70%[3]

## Chinese Connection
- Titolo originale: The Chinese Connection
- Diretto da: David Petrarca
- Scritto da: Brad Kane

### Trama
Ah Sahm e Young Jun cercano di contrastare la concorrenza dei Long Zi sulla vendita dell'oppio rifornendosi da un fornitore locale all'insaputa del loro capo, Father Jun, e risparmiare sulle spese di importazioni derivanti dalle sei compagnie cinesi, che a loro volta riforniscono di oppio il clan Hop Wei. Rosalita presenta loro il broker Happy Jack. Il senatore Crestwood fa propaganda elettorale fomentando l'odio della gente di San Francisco contro i migranti cinesi. Penny rivede Ah Sahm proponendo un affare: protezione da Leary da parte del suo clan, ben remunerata economicamente. Il giovane inizialmente rifiuta. Bill e Richard guardano i conti di Patterson, ex socio in affari di Ah Toy, per saperne di più sul loro uomo, lo spadaccino cinese. Mai Ling assume Clyde Nichols, un ex membro di Pinkerton, per spiare il vicesindaco Buckley. Quando un membro della lingua di Suey Sing viene sorpreso a spacciare oppio nel territorio di Long Zii, Li Yong e Zing vengono inviati a incontrare il loro leader. Questi però mente e Zing uccide lui e il suo clan insieme a i suoi uomini con lo stupore di Li Yong, andato li solo per chiedere informazioni amichevolmente. Si intensificano le retate della polizia a Chinatown che comportano la chiusura momentanea della bottega di Huang Chao. Questi ha avuto in precedenza una relazione con Claire, una prostituta bianca dalla quale ha avuto una figlia, Anna. Con i controlli sempre più intensi delle forze dell'ordine Ah Sahm non può utilizzare il nascondiglio di Happy Jack come deposito e rivede gli accordi con Penny riguardo alla protezione da offrire contro Dylan Leary. Accetta, a patto che la donna acconsenta a utilizzare una parte della sua azienda come deposito di oppio.
- Ascolti Italia (in chiaro): telespettatori 111 000 - share 0,50%[3]

## Non è il nostro modo di fare affari
- Titolo originale: Not How We Do Business
- Diretto da: David Petrarca
- Scritto da: Brad Kane

### Trama
Il sindaco minaccia di annullare il contratto della città con Penelope se continua ad assumere uomini provenienti dalla tong dell'Hop Wei. Bill continua a riscuotere per il Fung Hai, ma un incontro imbarazzante lo invita a ripensarci una volta saldato il suo debito con la cosca cinese. Zing però non sembra accettare il congedo da parte del poliziotto irlandese. Riceve inoltre la visita di Mai Ling la quale gli rimprovera l'inutile strage fatta al clan Suey Sing, oltre a non ostacolare più i suoi affari. Nel caso contrario Zing potrebbe avere ripercussioni in tutto ciò. Nellie Davenport, una ricca vedova impegnata a porre fine allo sfruttamento delle giovani donne cinesi nel commercio del sesso, ospita una cena per l'élite sociale e politica, tra cui Penelope e suo marito, il sindaco. Continuano le indagini di Richard Lee sul misterioso spadaccino cinese. Con un cadavere di un bue depositato su un tavolo della polizia sperimenta tutte le armi da taglio utilizzate dalle tong cinesi, notando che nessuna di esse è in grado di tagliare un osso umano. Deduce dunque che lo spadaccino è un esterno ai vari clan cinesi di San Francisco. Ah Sahm e Young Jun riescono a far quadrare le perdite perse tra il nuovo traffico di oppio e la protezione offerta a Penny contro Leary e gli irlandesi. Ma Father Jun assolda nuovi uomini provenienti dalle sei compagnie cinesi e il figlio teme già il peggio. Dei nuovi arrivati si distingue Hong, guerriero omosessuale, non molto amato per la sua loquacità ma molto abile con le arti marziali da far incuriosire subito sia Ah Sahm sia Young Jun. Bill si vede invadere la sua casa da tre uomini del Fung Hai appena terminata la cena. Verrà salvato da Richard, ospite a casa sua, e dalla moglie. Entrambi finiscono i sicari inviati da Zing sparandogli alle loro teste.
- Ascolti Italia (in chiaro): telespettatori 113.000 - share 0,50%[4]

## Se non vedi il sangue, non stai giocando
- Titolo originale: If You Don't See Blood, You Didn't Come to Play
- Diretto da: Loni Peristere
- Scritto da: Evan Endicott e Josh Stoddard

### Trama
All'indomani dell'attacco Bill manda Lucy e i suoi figli dalla sorella di lei. Prima di partire la moglie capisce il coinvolgimento del marito con il clan Fung Hai, cosa che in seguito lo stesso Bill rivelerà a Richard una volta fatta partire la sua famiglia. Lee, conosciuta la verità, si congeda indignato dal collega. Mentre la polizia si prepara a fare irruzione nel quartier generale del Fung Hai, Wang Chao informa Bill del suo piano per incastrare Zing per gli omicidi di Ah Toy, convincendo Bill a posticipare il raid. Questi accetta e convince a sua volta il sindaco pur incontrando il parere avverso del suo vice Buckley. Nellie visita il bordello di Ah Toy per emancipare una delle sue ragazze che decide di andarsene. Il sindaco e Penelope discutono sulla politica e sul loro rispettivo coinvolgimento con i lavoratori cinesi; Penelope lo avverte che non può ritirare il contratto della città senza subire ripercussioni legali. A sua volta Samuel Blake l'avvisa di un'eventuale chiusura della sua fabbrica, qualora non venisse confermato nella sua carica di sindaco alle prossime elezioni. Le sorelle Mercer litigano sull'uso di manodopera cinese da parte di Penelope a spese dei poveri irlandesi. Arrabbiata con sua sorella, Sophie aiuta Leary a far saltare in aria la fabbrica della sua famiglia. Lo guida insieme ad altri due dei suoi uomini a un sottopassaggio sconosciuto a tutti per poter depositare le cariche di dinamite e far saltare la fabbrica della sorella. Tuttavia incontrano l'ostacolo di alcuni uomini del Hop Wei dove il boss irlandese riesce a batterli ma perde i suoi uomini. Ah Toy consegna la sua spada a Wuang Chao nel tentativo di incastrare Zing per i suoi omicidi.
- Ascolti Italia (in chiaro): telespettatori 108.000 - share 0,50%[4]

## Né per bere o fottere, o per una dannata preghiera
- Titolo originale: Not for a Drink, a F*ck, or a G**damn Prayer
- Diretto da: Loni Peristere
- Scritto da: Evan Endicott e Josh Stoddard

### Trama
Penelope prende nota di tutti i danni causati dall'espolosione della sua fabbrica causata da Leary. Sente odore di oppio e resta delusa dal comportamento di Ah Sahm, che a sua volta le aveva nascosto il vero contenuto della merce. Il boss irlandese riceve la visita del capitano Flanagan, suo connazionale, e nega, mentendo, un suo coinvolgimento sulla vicenda. La polizia di San Francisco si prepara alla retata contro il Fung Hai e si avvale dell'aiuto di Wuang Chao. Ah Toy fa visita alla vigna di Nellie Davenport a Sonoma, ed è ben soddisfatta come vengono trattate sul luogo le migranti cinesi. Il rapporto tra le due donne inizia ad andare oltre quello del lavoro. Mentre Chao consegna le armi ordinate in precedenza al Fung Hai, Li Yong entra di soppiatto con un assistente per depositare la lama che ha ucciso Timmons e far credere alla polizia che Zing sia lo spadaccino che cerca da tempo, ma viene scoperto da alcune guardie. Sopraggiunge Zing e tra i due scoppia un duello. Nel frattempo irrompe la polizia al quartier generale dalla tong e il clan è sterminato. Il boss del Fung Hai finisce in galera dopo essere stato ferito alla spalla da Lee con una fucilata. Li Yong riesce a scappare. Alla fine della retata viene esaminata la lama che coincide con gli omicidi del misterioso spadaccino cinese. Zing risulta essere la persona incriminata ma Lee teme che il caso sia lungi dall'essere terminato. Wuang Chao sequestra la figlia Anna a Claire e la affida a Nellie per una vita migliore. Mai Ling si reca al Barbary Coast per riconciliarsi con Ah Sahm, che rifiuta. Per ripianare alle perdite perse dalle casse di oppio distrutte, Ah Sahm accetta la proposta di Rosalita di partecipare a un torneo di lotta che si tiene a casa di lei, al confine di Rooker's Mill, in Messico.
- Ascolti Italia (in chiaro): telespettatori 107.000 - share 0,40%[5]

## Ad un uomo col martello ogni cosa sembra un chiodo
- Titolo originale: To a Man with a Hammer, Everything Looks Like a Nail
- Diretto da: Dustin Nguyen
- Scritto da: Jonathan Tropper e Brad Kane

### Trama
Rosalita, Ah Sahm, Young Jun e Hong si recano nella città di confine di Rooker's Mill di proprietà del promotore della lotta e magnate Elijah Rooker. Mentre il trio Hop Wei si stabilisce nei loro alloggi, Ah Sahm incontra Dolph Jagger, un combattente tra i favoriti al torneo che vince facilmente il suo primo incontro. Nella seconda giornata del torneo, Dolph continua la sua serie di vittorie fino a quando non incontra Ah Sahm, che lo sconfigge con un calcio. Impressionato dalle abilità di Ah Sahm, Rooker invita Rosalita e Ah Sahm a pranzo, dove chiede ad Ah Sahm di rimanere al Rooker's Mill per addestrare i suoi uomini. Mentre Ah Sahm rifiuta, Rosalita condivide il suo passato, spiegando come Rooker abbia ucciso suo padre e rubato la terra della sua famiglia. Dopo aver ucciso Rooker con la sua stessa pistola, Rosalita e il trio di Hop Wei vengono arrestati e trasportati a Sacramento per il processo. La moglie di Rooker, Marisol, intercetta i loro spostamenti e li libera, rivelando di essere la sorella di Rosalita. Smits, la guardia del corpo di Rooker, arriva e spara a Rosalita, ma muore dopo che Young Jun gli lancia un coltello dritto alla gola. Al loro ritorno a Chinatown, il trio si confronta con Father Jun e l'intero consiglio dell'Hop Wei.
- Ascolti Italia (in chiaro): telespettatori 132.000 - share 0,60%[5]

## Se aspetti abbastanza a lungo sulla riva del fiume
- Titolo originale: If You Wait By The River Long Enough
- Diretto da: Omar Madha
- Scritto da: Kenneth Lin

### Trama
Father Jun scopre il traffico parallelo di oppio messo in piedi da Ah Sahm e Young Jun e i due rischiano, insieme a Hong di vedersela contro gli uomini del consiglio scagliati dal loro capo. Ah Sahm spiega i reali motivi di tale gesto e convince sia questi a cessare le ostilità, e sia far nominare Young Jun nuovo capo della tong. Father Jun è spodestato ma il figlio non lo uccide ritenendo ancora importante la sua esperienza e saggezza, e gli lascia due uomini a vegliare costantemente su di lui. Zing viene processato, arrestato e condannato a morte per impicaggione lasciando il suo clan senza un leader, da decidere fra tre aspiranti che si affronteranno in un duello. Il sergente O'Hara viene encomiato per la sua cattura, ma dopo una nuova strage provocata da Ah Toy e Lai per liberare delle ragazze maltrattate da una casa per appuntamenti, i suoi colleghi dubitano, come gia successo a Lee precedentemente, che Zing sia il vero spadaccino che da tempo cercavano. Mentre Buckley suggerisce a Leary nuovi metodi per poter continuare la sua campagna contro i cinesi, Ah Toy porta le ragazze liberate a Sonoma, lasciandoci anche Lai e cerca di rompere la società con Patterson, che prevede il controllo di costui sulla sua terra. Questi però non accetta e chiede aiuti esterni per non sciogliere il contratto. Il sindaco Blake è alle prese con degli industriali per il mancato utilizzo della manodopera cinese e teme forti ripercussioni sulla sua carica. Tornato a casa visibilmente ubriaco discute con sua moglie sul futuro della sua fabbrica, che termina in uno scontro fisico con lei. Penelope rischia di venire strangolata dal marito ma viene salvata dal suo domestico Jacob, che lo uccide con un colpo di attizzatoio dietro la nuca.
- Ascolti Italia (in chiaro): telespettatori 54.000 - share 0,40%[6]

## Tutti i nemici, esterni o interni
- Titolo originale: All Enemies, Foreign and Domestic
- Diretto da: Omar Madha
- Scritto da: Kenneth Lin, Evan Endicott e Josh Stoddard

### Trama
Ah Sahm, Young Jun e Hong sterminano quel che resta del Fung Hai inducendo Mai Ling a rompere il trattato che lega i loro due clan. Father Jun non approva quanto accaduto e critica aspramente l'operato del figlio a capo della tong da solo un paio di giorni. Le sorelle Mercer espongono la loro versione dei fatti sull'omicidio del sindaco davanti al capitano Flanaghan e il vice sindaco Buckley. Sophie è costretta a dire la verità per non mandare Penelope in galera. Buckley diviene sindaco reggente e attua un coprifuoco a Chinatown per trovare Jacob. Rifiuta poi l'offerta di Leary, ossia i suoi uomini di sostegno alla polizia nel coprifuoco per due dollari l'ora, e ottiene l'aiuto di Mai Ling, che in cambio pretende la rimozione da Chinatown dell'Hop Wei. Ah Toy sventa un'aggressione da parte degli uomini di Patterson intrufolatisi nel bar del suo bordello, chiuso temporaneamente per coprifuoco, come falsi poliziotti. Salva la vita anche a Nellie, ospite da lei in incognito e riesce poi a convincere Patterson a firmare i documenti che sanciscono definitivamente la rinuncia a ottenere le sue pretese sulla sua terra. Lee va a dare le condoglianze alla vedova di una delle vittime dello spadaccino cinese e scopre che è ancora a piede libero. Con Bill e l'intero corpo di polizia ha quindi arrestato l'uomo sbagliato. Wuang Chao trova Jacob nascosto all'interno della sua bottega.
- Ascolti Italia (in chiaro): telespettatori 38.000 - share 0,40%[6]

## Enter the Dragon
- Diretto da: Dennie Gordon
- Scritto da: Jonathan Tropper, Evan Endicott e Josh Stoddard

### Trama
Pressato da Mai Ling, Wuang Chao consegna Jacob alle autorità. Bill lo scova dentro una bara e Lee sospetta di auiti segreti da parte sua per come risolva certi casi troppo in fretta. In viaggio verso la prigione, alla polizia di San Francisco trova ad attenderli un gruppo di irlandesi inferociti per l'omicidio del sindaco e decide di farsi giustizia da sola travolgendo gli ufficiali e impiccando Jacob. Inizia poi una campagna semitica contro i cinesi nelle strade di Chinatown, e per poterla domare, i due clan degli Hop Wei e Long Zi sono obbligati a far fronte comune. Nella guerra che imperversa Wuang Chao trova rifugio insieme a Mai Ling nel bordello di Ah Toy, ma deve vedersela con due irlandesi che riescono a sfondare le porte serrate. Riesce a sbarazzersene con la collaborazione della guardia personale di Ah Toy, giacente ancora su un letto per i lividi e le ferite riportate dopo gli scontri contro gli uomini di Patterson. Mai Ling si occupa di ricucirle. Young Jun rischia la vita per un irlandese che gli punta contro una pistola, e viene inaspettatamente salvato dal padre che uccide il probabile attentatore con un colpo di accetta dietro la nuca. Degli spari provenienti da ufficiali di polizia, giunti in soccorso al sergente O'Hara, fanno terminare definitivamente la rivolta. Per i tanti irlandesi usciti con le ossa rotte, il pub di Leary diventa un lazzaretto. In nottata il trio dell'Hop Wei scioglie il cappio al collo di Jacob per darne una più degna sepoltura, con il permesso di Bill.
- Ascolti Italia (in chiaro): telespettatori 86 000 – share 1,2%[7].

## L'uomo sul muro
- Titolo originale: Man on the Wall
- Diretto da: Dennie Gordon
- Scritto da: Jonathan Tropper

### Trama
Per le gesta e le sue abilità di combattimento dimostrate durante la rivolta, Ah Sahm viene immortalato con un dipinto su una facciata di un palazzo come un eroe. Richard Lee si dimette dal corpo di polizia e il sergente cerca invano di farlo ripensare sulla decisione presa. Ah Toy continua la sua convalescenza in compagnia di Nellie. Penelope dichiara guerra attraverso la stampa a Buckley per non aver battuto ciglio sull'ingiusta impiccagione di Jacob. Le due tong dell'Hop Wei e Long Zi si incontrano. Mai Ling offre una nuova alleanza pentendosi di quella precedente stipulata con il Fung Hai. Young Jun rifiuta e per tutta risposta la leader dei Long Zi rivela davanti a egli la sua parentela con Ah Sahm. La donna riesce così a destabilizzare l'ambiente nelle mura del clan avversario, e al termine dell'incontro Young Jun si confronta personalmente con Ah Sahm. Sospetta di lui come un doppiogiochista sin dai primi giorni che si son conosciuti e lo silura. Hong invita il suo leader a reintegrarlo. Leary è infuriato per la rivolta fallita da lui organizzata in segreto e passa il resto della giornata a bere del whisky insieme all'amico Bill O'Hara. I due si scambiano le loro opinioni sulle loro vite vissute, e al termine del confronto Leary capisce il coinvolgimento del sergente con il Fung Hai. Penelope si rivolge al più noto quotidiano locale per deporre la versione reale dei fatti sulla morte di suo marito e del ruolo che ha avuto il suo defunto domestico in tutto ciò. Buckley però compra il silenzio del giornalista e la verità rimane dentro al cassetto. In nottata Ah Sahm irrompe al Banshee Pub e dopo una lieve discussione con il suo proprietario, ossia Dylan Leary, avviene la definitiva resa dei conti tra i due in strada. Il guerriero cinese trionfa e impone al boss irlandese e i suoi uomini di non metter più piede a Chinatown. Il mattino dopo Father Jun lascia di nascosto la sua tong e Chinatown per destinazione ignota sempre sul suolo americano. All'addio è presente Wuang Chao e gli raccomanda di vegliare su suo figlio Young Jun. Penelope avanza furiosa nell'ufficio del sindaco smascherando la sua corruzione con il giornalista. Buckley si pianta una lama sulla spalla sinistra facendo passare la donna come colpevole. Le guardie intervenute poi credono al suo inganno e trascinano la povera Penelope in una casa di cura per sole donne. Persuaso con delle foto compromettenti da Mai Ling, il sindaco reggente organizza una campagna di repressione contro l'Hop Wei attraverso le attuazioni delle leggi americane. Leary si unisce agli assessori presenti al consiglio comunale per poter ottenere vendetta. Attraverso le inferriate barcollanti della sua prigione, Zing trova un modo per evadere.
- Ascolti Italia (in chiaro): telespettatori 56 000 – share 1,2%[7]